# داویده چیمولای
داویده چیمولای (ایتالیایی: Davide Cimolai؛ زادهٔ ۱۳ اوت ۱۹۸۹) دوچرخه‌سوار اهل ایتالیا است.
از باشگاه‌هایی که در آن رکاب زده‌است می‌توان به تیم یوای‌ئی امارات، روت–آکروس، لیکویگاس، و تیم دوچرخه‌سواری اف‌دی‌جی اشاره کرد.